# Benjamin Hotchkiss

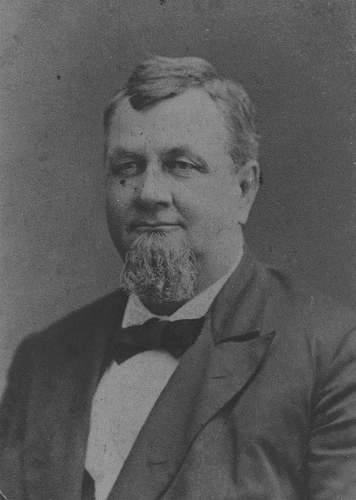
Benjamin Berkeley Hotchkiss

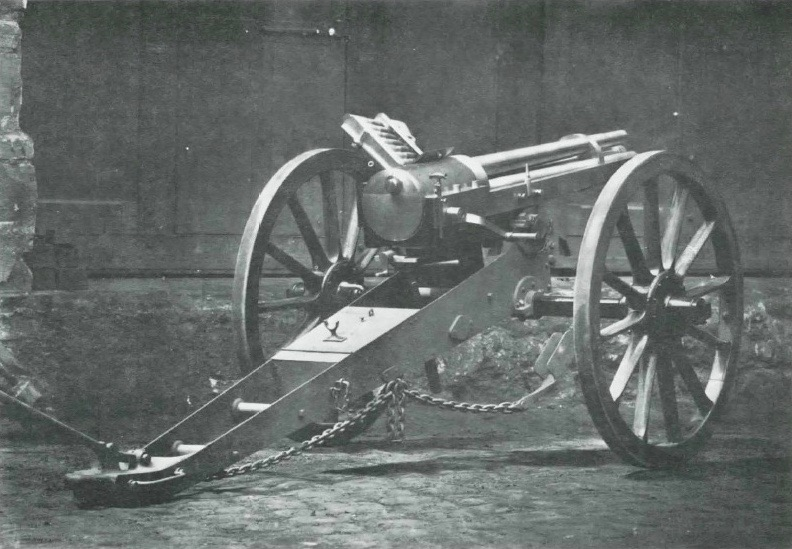
Hotchkiss-Kanone, 1874

Benjamin Berkeley Hotchkiss (* 1. Oktober 1826 in Waterbury, Connecticut; † 14. Februar 1885 in Paris) war ein US-amerikanischer Artillerie-Ingenieur.

## Leben
Benjamin B. Hotchkiss war ein Sohn von Asahel Augustus Hotchkiss (1799–1885) und dessen Ehefrau Althea Guernsey (1799–1864). Während seiner Kindheit ließ sich seine Familie in Sharon (Connecticut) nieder, wo sein Vater eine kleine Metallwarenmanufaktur gründete. In Sharon machte Hotchkiss auch die Bekanntschaft von Maria (1827–1901), einer Tochter des Politikers William Henry Bissell und heiratete sie einige Zeit später.
Hotchkiss interessierte sich schon früh für technische Probleme und insbesondere für Waffen. So lieferte er bereits 1859 gezogene Geschütze an die mexikanische Regierung. Im Sezessionskrieg lieferte er bedeutende Mengen an Geschossen. Nach dem Sieg der Nordstaaten versuchte Hotchkiss, weitere staatliche Aufträge zu erhalten, um damit seine Entwicklungen zu finanzieren. Da die Regierung kein Interesse zeigte, ging Hotchkiss 1867 ohne seine Ehefrau und seine beiden Kinder nach Frankreich und ließ sich in Viviez (Département Aveyron) nieder. Er gründete in der Nähe von Rodez eine Metallwarenfabrik (später Hotchkiss et Cie). Bereits im Deutsch-Französischen Krieg 1870/71 wurde diese zu einem der wichtigsten Heereslieferanten Frankreichs. 1870 wurde die Anlage nach Paris verlegt und 1875 an die französische Regierung übergeben. Stattdessen eröffnete Hotchkiss dort eine Fabrik für leichte Artillerieausrüstung und Munition, die sich gut entwickelte. 
Eine seiner bekanntesten Konstruktionen war die 37-mm-Hotchkiss-Kanone. In seinen letzten Jahren beschäftigte sich Hotchkiss mit der Konstruktion einläufiger Schnellfeuergeschütze.
Hotchkiss starb am 14. Februar 1885 in Paris. Nach seinem Tod wurde das Unternehmen als Aktiengesellschaft Hotchkiss et Cie in Saint-Denis und einer Filiale in England fortgesetzt.